# چارلز دی. دریک
چارلز دی. دریک (به انگلیسی: Charles Daniel Drake) سناتور سابق عضو حزب جمهوری‌خواه ایالات متحده آمریکا بود. وی در سال ۱۸۶۷ تا ۱۸۷۰ میلادی سناتور ایالت میزوری در سنای ایالات متحده آمریکا بود.